# Dumbrăvești (Prahova megye)
Dumbrăvești község és falu Prahova megyében, Munténiában, Romániában. A hozzá tartozó települések: Găvănel, Mălăeștii de Jos, Mălăeștii de Sus, Plopeni, Sfârleanca.

## Fekvése
A megye középső részén található, a megyeszékhelytől, Ploieștitől, húsz kilométerre északra, a Teleajen folyó valamint a Varbilau és Cosminele patakok mentén.

## Története
A 19. század végén a község neve Mălăești volt, melyet hét falu alkotott: Coțofenești, Mălăești de Sus, Mălăești de Jos, Dumbrăvești, Plopeni, Țipărești és Sfârleanca. A község Prahova megye Vărbilău járásához tartozott. Összlakossága ebben az időszakban 2900 fő körül volt. Területén hét templom állt, minden faluban egy-egy, melyek közül a legrégebbi az 1816-ban felszentelt Mălăeștii de Jos-i. A község tulajdonában volt továbbá nyolc vízimalom, három a Teleajen folyón és öt a Vărbilău patakon. Ekkoriban csupán egy iskola működött a község területén, Plopeni faluban, melyet 1864-ben alapítottak. A községközpont Mălăești de Jos volt.
A 20. század elején létrehozták Plopeni községet, Plopeni, Țipărești valamint Găvănelu falvakból. Plopeni községnek ekkor 1751, Mălăești községnek pedig 2310 lakosa volt.
1950-ben Mălăești valamint Plopeni községeket a Prahovai régió Teleajen rajonjához csatolták, 1952-ben pedig a Ploiești régió részei lettek.
1968-ban ismét megyerendszert vezettek be az országban. Mălăești község felvette a Dumbrăvești nevet, az új községközpont után. Dumbrăvești és Plopeni községeket egyesítették, Țipărești falu kivételével, melyet Cocorăștii Mislii községhez csatoltak. Az így létrehozott község az újból létrejött Prahova megye része lett.

## Lakossága
| Nemzetiségek | 2002 | 2002   |
| ------------ | ---- | ------ |
| Románok      | 3481 | 93,24% |
| Romák        | 251  | 6,72%  |
| Egyéb        | 1    | 0,02%  |
| Összesen     | 3733 | 100,0% |

## Látnivalók
- Grigore Ion emlékműve - 1972. május 23-án leplezték le, Nicolae Kruch alkotása.